# Чикайя, Роланд
Роланд Чикайя (фр. Roland Tchicaya; род. 4 сентября 1980) — конголезский шоссейный велогонщик.

## Карьера
В период с 2012 по 2017 год в рамках Африканского тура UCI стартовал на Туре Камеруна, Гран-при Шанталь Бийя и Туре Кот-д’Ивуара. А также на Туре Бенина национального уровня.
В 2015 году принял участие в Африканских играх 2015, проходивших в Браззавиле (Республика Конго), где выступил в двух гонках. Сначала в индивидуальной гонке в которой занял 36 место, уступив победителю Мерону Тешоме (Эритрея) почти 3 минуты. гонках. А затем в групповой гонке, но не смог финишировать.
В 2018 году стал призёром чемпионата Республики Конго в групповой и индивидуальной гонке.

## Достижения
2018
2-й на Чемпионат Республики Конго — групповая гонка
2-й на Чемпионат Республики Конго — индивидуальная гонка